# 名古屋市交通局LSC形電車
名古屋市交通局LSC形電車（なごやしこうつうきょくLSCけいでんしゃ）とは、かつて名古屋市交通局が保有していた路面電車（名古屋市電）用の車両である。車両番号338から389までの総計52両が当形式に相当する。

## 概要
私鉄の名古屋電気鉄道の元で運営されていた名古屋市の路面電車は、1914年の電車焼き討ち事件などを契機に市営化の方向で指針が固まり、1920年に同社の運営する郊外路線を新設会社の名古屋鉄道へ譲渡した後、翌1921年に名古屋市電気部への事業譲渡、社の解散という形で結実した。
しかし電気鉄道の運営時代から車両不足が深刻化しており、また市営化後は更なる路線の延伸計画が立てられていたため、車両の増備は市営化前より早急に対処すべき課題とみなされていた。こうして製造されることになったのが当形式である。
市営化と同年の1922年に日本車輌製造（日車）へ30両、翌年に22両が発注され、総計52両が1923年の3-6月に竣工した。全車が老松車庫に配属されている。
当車は単車であったが、当時としてはまだ珍しく国産の部品のみで構成された車両であった。台車は全長6フィート6インチのブリル21E型（日車製）、電装品は三菱製である。なお、台車に関しては後に7フィートへの延長が行われた。
1941年、15両が2600形への改造を名目として廃車になり、戦時中には371号車が親子電車の付随車とすべく電装品を外されたこともあったが、戦後に復旧、輸送力増強のためボギー台車を用いた1500形や1600形の新造によって1951年に全廃されるまで、ほとんどの車両が戦災も受けることなく活用された。

## 車両諸元
- 車体長：8078mm
- 車幅：2191mm
- 車高：3639mm
- 定員：42人
- 自重：9.11t
- 製造両数：52
- 台車：ブリル21E型
- 電動機：26kw×2